# César II Gonzaga
César II Gonzaga (em italiano:  Cesare II Gonzaga; Mântua, 1592 – Viena, 26 de fevereiro de 1632) foi um nobre italiano, membro do ramo de Guastalla da Casa de Gonzaga, e que foi segundo Duque de Guastalla de 1630 até à sua morte.

## Biografia
César II era filho de Ferrante II Gonzaga, primeiro duque de Guastalla, e de sua mulher, Vitória Doria, filha do célebre almirante genovês Andrea Doria.
O seu reinado durou pouco dada a sua mote poucos meses após a saída do seu pai do governo.

## Casamento e descendência
Em 1612 casou com Isabel Orsini (1598 - 1623), filha de Virginio Orsini, Duque de Bracciano, e de Fulvia Peretti Damasceni.
Deste casamento nasceram dois filhos:
- Ferrante (1618-1678), que vem a suceder ao pai como Duque de Guastalla;
- Vespasiano (1621-1687), que em Espanha, veio a casar com Maria Inês Manrique de Lara, Condessa de Paredes de Nava[1], vindo a ser Vice-rei de Valência.